# Semecarpus pandurata
Semecarpus pandurata är en sumakväxtart som beskrevs av Wilhelm Sulpiz Kurz. Semecarpus pandurata ingår i släktet Semecarpus och familjen sumakväxter. Inga underarter finns listade i Catalogue of Life.